# Књижевна награда „Јанош Херцег”
Књижевна награда „Јанош Херцег”, додељује се у оквиру Подунавских дана Јаноша Херцега, манифестације коју организује Градска библиотека "Карло Бијелицки" у Сомбору. Награда се додељује ауторима који кроз свој рад препознају и представљају особености регије у којој живе, у складу са филозофијом Јаноша Херцега,ауторима који својим књижевном радом наставља дух Херцегових дела, његов књижевни, културулошки, социографски, етнографски, публицистички рад, његову тежњу за очување традиције и за авангардизам.
Награда је уметничко дело, бронзана статуета, академског вајара Петера Мраковића. 

## Историјат
Књижевну награду „Јанош Херцег” утемељило је 1998. године КУД „Мориц Жигмонд” из Дорослова, али није додељена све до 2010. године. Џепно позориште „Берта Ференц” 2010. године решило је да обнови награду, а тако и сећање на познатог сомборског интелектуалца и књижевника. Награда је тада била слика аутора из аматерске Ликовне групе 76.
Након десетогодишње паузе од њеног оснивања у Сомбору 2010. године додељена је књижевна награда Јанош Херцег на 116. „Сусретима” сомборског Џепног позоришта „Берта Ференц” Иштвану Шилингу.
Ауторска права за доделу награде, која носи име знаменитог академика и књижевника, некадашњег директора Градске библиотеке, Јаноша Херцега, преузела је касније Градска библиотека Карло Бијелицки.

## Добитници
Досадашњи добитници:
- 2010 - Иштван Шилинг
- 2011 - Золтан Шандор
- 2012 - Јожеф Богдан
- 2013 - Моника Чик
- 2014 - Ђула Гоби Фехер
- 2015 - Ференц Контра
- 2016 - Иштван Беседеш
- 2017 - Петер Шинкович
- 2018 - Марија Вашађи
- 2019 - Рожа Јодал
- 2020 - Атила Балаж
- 2021 - Роберт Хас
- 2022 - Илдико Ловаш
- 2023 - Ђезе Бордаш